# Ctenus amphora
Ctenus amphora este o specie de păianjeni din genul Ctenus, familia Ctenidae, descrisă de Mello-leitao, 1930. Conform Catalogue of Life specia Ctenus amphora nu are subspecii cunoscute.